# Twardiza (Oblast Burgas)
Twardiza (bulgarisch Твърдица, wörtlich kräftig) ist ein Dorf in der Gemeinde und Bezirk/Oblast Burgas im Südosten Bulgariens.

## Lage
Twardiza liegt im östlichen Teil der oberthrakischen Tiefebene rund 15 km südwestlich vom Gemeindezentrum Burgas in der Nähe des Burgas-Sees und rund 2 km nördlich vom Dorf Marinka.

## Geschichte
1453 geriet die gesamte Region als eine der letzten im heutigen Bulgarien unter die Herrschaft der osmanischen Türken.
Auf dem Gebiet des heutigen Dorfes existierte im 15. Jahrhundert eine Siedlung mit dem Namen Archijanli (bulg. Архиянли). Zum ersten Mal wurde diese Siedlung in einem osmanischen Register von 1543, das die Niederlassung der Yörüken in dieser Gegend beschrieb, erwähnt. 1676 wurde die Ortschaft erneut in einem osmanischen Register mit einer Bevölkerung zwischen 100 und 150 Einwohnern erwähnt. In dieser Zeit gehörte Archijanli zur Kaza Anchialo.
Von 1807 ist ein Brief der Bevölkerung Archijanlis erhalten, in dem sie die osmanischen Behörden bitten, etwas gegen die durch das Land ziehenden Banden (Ḳırcalı) zu unternehmen. 1864 wird jedoch Archijanli in osmanischen Dokumenten ausschließlich als Tschiflik (von türkisch Çiftlik für "Landhaus") in der Kaza Burgas erwähnt. Nach der Befreiung Bulgariens 1878 von der osmanischen Herrschaft kaufte der spätere bulgarische Ministerpräsident Stefan Stambolow den rund 30.000 ha großen Tschiflik von auswandernden Türken auf.
In der Zeit nach der Befreiung und Wiedererlangung der Unabhängigkeit siedelten sich in der Region Burgas bulgarische Flüchtlinge aus den noch unter türkischen Herrschaft stehenden Gebieten Thrakiens und Makedoniens an (Thrakische Bulgaren). Die Flüchtlingsströme nahmen nach dem gescheiterten Ilinden-Preobraschenie-Aufstand und den Balkankriegen (1912–13) zu. In dieser Zeit ließen sich auch in dem Tschiflik „Archijanli“ einige Familien nieder.
Anfang der 1920er Jahre waren es schon um die 100 Flüchtlingsfamilien, die vornehmlich aus Feres, Soufli, Uzunköprü im heutigen Ost- und Westthrakien stammten. 1928 wurden an jede Flüchtlingsfamilie von der Flüchtlingskommission der Gemeinde Burgas Landparzellen aus dem ehemaligen Tschiflik verteilt. Am 14. Juli des gleichen Jahres fasste die Zentrale Flüchtlingskommission den Beschluss, für die Flüchtlinge hier Häuser zu errichten, welche 1930 fertiggestellt wurden. Durch die Anordnung 162 wurde aus dem ehemaligen Tschiflik „Archijanli“ das Dorf Twardiza. 1934 wurde die Schule erbaut.

## Sehenswertes
Bis zur Übernahme der Macht durch die bulgarischen Kommunisten 1945 fand der Jahrmarkt (eine Art Volksfest) am 21. September statt. Nach der Demokratisierung des Landes Ende der 1980er und Anfang der 1990er Jahre wurde die alte Tradition wieder aufgegriffen, jedoch findet das Fest seither am 8. September statt. Auf dem Fest sind neben den typischen Trachten auch Köstlichkeiten aus den Heimatregionen der einstigen Flüchtlinge zu genießen.

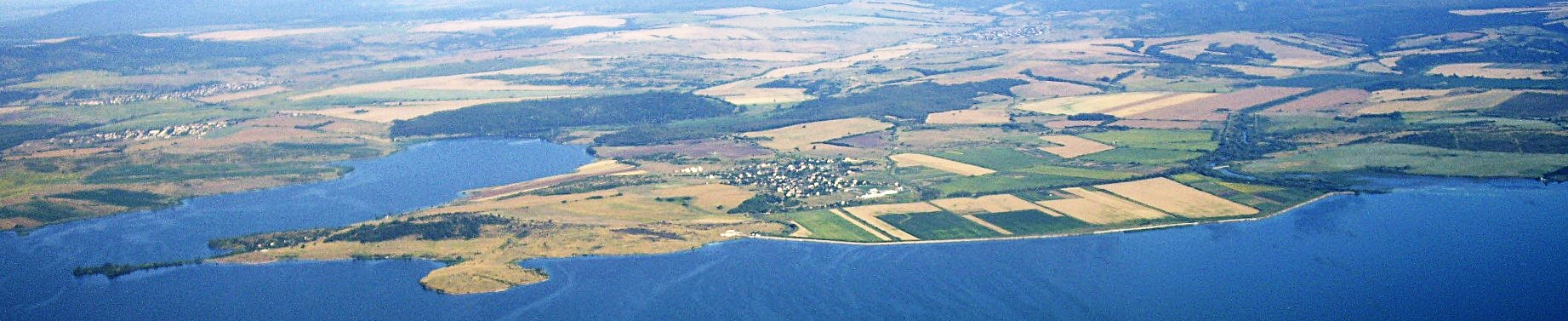
Der Mandra-See im Vordergrund, Dimtschewo in der Mitte und das Strandscha-Gebirge im Hintergrund. Rechts vom Dimtschewo das Naturschutzgebiet Mündung des Flusses Isworska und dahinter das Dorf Iswor. Links von Dimtschewo die Dörfer Twardiza und dahinter Marinka.

## Persönlichkeiten
- Nikola Stantschew (1930–2009), Ringer und erster bulgarischer Olympiasieger